# Vlag van Zwevegem
De vlag van Zwevegem werd door de gemeenteraad op 22 januari 1990 officieel vastgesteld als de gemeentelijke vlag van de West-Vlaamse gemeente Zwevegem. Op 17 april 1990 werd hij door het Bestuur van Vlaanderen bevestigd en uiteindelijk gepubliceerd op 8 december 1990 in het officiële Belgisch Staatsblad.
Officieel wordt de vlag beschreven als:
Gevierendeeld 1. en 4. blauw, bezaaid met gele blokjes, een gele leeuw, rood geklauwd en getongd, over alles heen 2. en 3. rood met een witte dwarsbalk
De vlag is volledig gebaseerd op het gemeentewapen en ziet er dus helemaal hetzelfde uit. De leeuwen zijn ontleend uit de Vlaamse vlag.

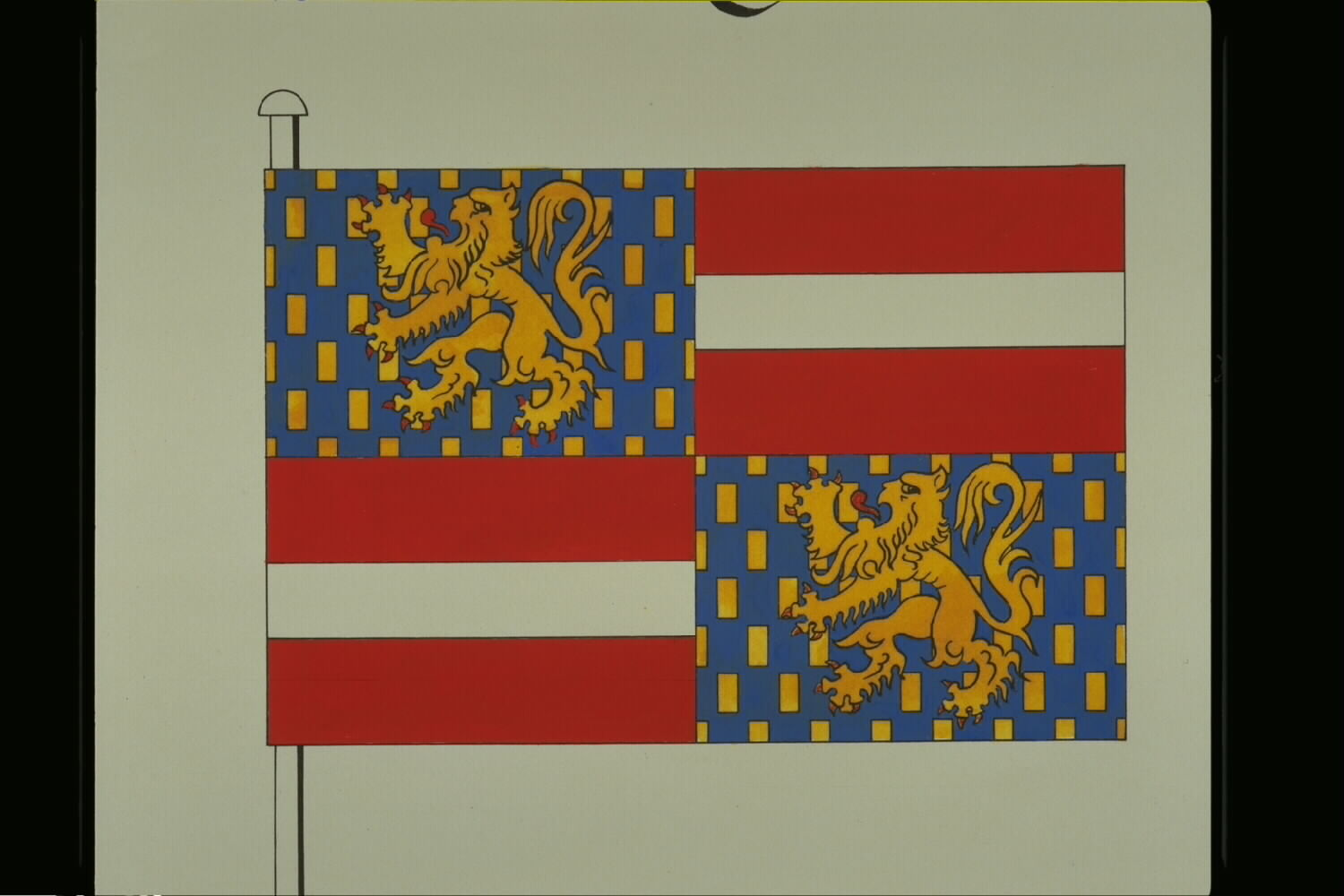
Officiële tekening van de vlag
Vlag van Vlaanderen